# Gran Premio del Belgio 1993
Il Gran Premio del Belgio 1993 è stato un Gran Premio di Formula 1 disputato il 29 agosto 1993 sul Circuito di Spa-Francorchamps. La gara è stata vinta da Damon Hill su Williams.

## Qualifiche
Durante la sessione di prove del venerdì Zanardi ha un grave incidente nella velocissima esse Eau Rouge; il pilota italiano dovrà saltare il resto della stagione.
Le qualifiche sono dominate come sempre dalla Williams, con Prost che conquista l'undicesima pole position stagionale davanti al compagno di squadra Hill; terzo tempo per Schumacher, che precede Alesi, Senna, Suzuki, Warwick, Patrese, Lehto e Herbert. In difficoltà Andretti, quattordicesimo, e Berger, sedicesimo.

### Classifica
| Pos | No | Pilota               | Costruttore               | Tempo    | Distacco |
| --- | -- | -------------------- | ------------------------- | -------- | -------- |
| 1   | 2  | Alain Prost          | Williams - Renault        | 1:47.571 |          |
| 2   | 0  | Damon Hill           | Williams - Renault        | 1:48.466 | +0.895   |
| 3   | 5  | Michael Schumacher   | Benetton - Ford           | 1:49.075 | +1.504   |
| 4   | 27 | Jean Alesi           | Ferrari                   | 1:49.825 | +2.254   |
| 5   | 8  | Ayrton Senna         | McLaren - Ford            | 1:49.934 | +2.363   |
| 6   | 10 | Aguri Suzuki         | Footwork - Mugen-Honda    | 1:50.329 | +2.958   |
| 7   | 9  | Derek Warwick        | Footwork - Mugen-Honda    | 1:50.628 | +3.057   |
| 8   | 6  | Riccardo Patrese     | Benetton - Ford           | 1:51.017 | +3.446   |
| 9   | 30 | Jyrki Järvilehto     | Sauber - Ilmor            | 1:51.048 | +3.447   |
| 10  | 12 | Johnny Herbert       | Lotus - Ford              | 1:51.139 | +3.568   |
| 11  | 25 | Martin Brundle       | Ligier - Renault          | 1:51.350 | +3.779   |
| 12  | 29 | Karl Wendlinger      | Sauber - Ilmor            | 1:51.440 | +3.869   |
| 13  | 14 | Rubens Barrichello   | Jordan - Hart             | 1:51.711 | +4.140   |
| 14  | 7  | Michael Andretti     | McLaren - Ford            | 1:51.833 | +4.262   |
| 15  | 26 | Mark Blundell        | Ligier - Renault          | 1:51.916 | +4.345   |
| 16  | 28 | Gerhard Berger       | Ferrari                   | 1:52.080 | +4.509   |
| 17  | 4  | Andrea De Cesaris    | Tyrrell - Yamaha          | 1:52.647 | +5.076   |
| 18  | 19 | Philippe Alliot      | Larrousse - Lamborghini   | 1:52.907 | +5.336   |
| 19  | 20 | Érik Comas           | Larrousse - Lamborghini   | 1:53.186 | +5.615   |
| 20  | 15 | Thierry Boutsen      | Jordan - Hart             | 1:53.465 | +5.894   |
| 21  | 24 | Pierluigi Martini    | Minardi - Ford            | 1:53.526 | +5.955   |
| 22  | 23 | Christian Fittipaldi | Minardi - Ford            | 1:53.942 | +6.371   |
| 23  | 3  | Ukyo Katayama        | Tyrrell - Yamaha          | 1:54.551 | +6.980   |
| 24  | 22 | Luca Badoer          | Scuderia Italia - Ferrari | 1:54.978 | +7.407   |
| 25  | 21 | Michele Alboreto     | Scuderia Italia - Ferrari | 1:55.965 | +8.394   |
| NP  | 11 | Alessandro Zanardi   | Lotus - Ford              | /        | /        |

## Gara
Al via Prost mantiene la testa della corsa, mentre Senna compie un ottimo scatto e si porta in seconda posizione, sopravanzando Hill. Alle sue spalle, Schumacher ha dei problemi con il launch control della sua Benetton, così come il compagno di squadra Patrese; il tedesco però perde meno tempo dell'italiano e alla prima curva si trova decimo; nel corso del secondo giro Hill passa Senna di potenza alla salita verso il Raidillon. Schumacher recupera fino alla quarta piazza e durante il primo cambio gomme passa Senna. Prost e Hill in testa fanno un po' di tira e molla, ma il francese durante il secondo cambio gomme ha un contrattempo e viene passato dal compagno di squadra, rientrando in pista davanti a Schumacher, che lo passa due giri più tardi. Senna invece, quarto, arriva al traguardo staccato e solitario con una McLaren in preda a vibrazioni fastidiose. L'ordine rimane invariato e Hill ottiene la seconda vittoria consecutiva davanti a Schumacher, Prost, Senna, Herbert (che porta alla Lotus gli ultimi punti della sua storia) e Patrese; a quattro gare dalla conclusione del campionato, la Williams conquista matematicamente il titolo costruttori.

### Classifica
| Pos         | No | Pilota               | Costruttore               | Giri | Tempo/Ritiro                | Partenza | Punti |
| ----------- | -- | -------------------- | ------------------------- | ---- | --------------------------- | -------- | ----- |
| 1           | 0  | Damon Hill           | Williams - Renault        | 44   | 1:24:32.124                 | 2        | 10    |
| 2           | 5  | Michael Schumacher   | Benetton - Ford           | 44   | +3.668                      | 3        | 6     |
| 3           | 2  | Alain Prost          | Williams - Renault        | 44   | +14.988                     | 1        | 4     |
| 4           | 8  | Ayrton Senna         | McLaren - Ford            | 44   | +1:39.763                   | 5        | 3     |
| 5           | 12 | Johnny Herbert       | Lotus - Ford              | 43   | +1 giro                     | 10       | 2     |
| 6           | 6  | Riccardo Patrese     | Benetton - Ford           | 43   | +1 giro                     | 8        | 1     |
| 7           | 25 | Martin Brundle       | Ligier - Renault          | 43   | +1 giro                     | 11       |       |
| 8           | 7  | Michael Andretti     | McLaren - Ford            | 43   | +1 giro                     | 14       |       |
| 9           | 30 | Jyrki Järvilehto     | Sauber - Ilmor            | 43   | +1 giro                     | 9        |       |
| 10          | 28 | Gerhard Berger       | Ferrari                   | 42   | Collisione con M.Blundell   | 16       |       |
| 11          | 26 | Mark Blundell        | Ligier - Renault          | 42   | Collisione con G.Berger     | 15       |       |
| 12          | 19 | Philippe Alliot      | Larrousse - Lamborghini   | 42   | +2 giri                     | 18       |       |
| 13          | 22 | Luca Badoer          | Scuderia Italia - Ferrari | 42   | +2 giri                     | 24       |       |
| 14          | 21 | Michele Alboreto     | Scuderia Italia - Ferrari | 41   | +3 giri                     | 25       |       |
| 15          | 3  | Ukyo Katayama        | Tyrrell - Yamaha          | 40   | +4 giri                     | 23       |       |
| Ritirato    | 20 | Érik Comas           | Larrousse - Lamborghini   | 37   | Pompa della benzina         | 19       |       |
| Ritirato    | 9  | Derek Warwick        | Footwork - Mugen-Honda    | 28   | Problema elettrico          | 7        |       |
| Ritirato    | 29 | Karl Wendlinger      | Sauber - Ilmor            | 27   | Motore                      | 12       |       |
| Ritirato    | 4  | Andrea De Cesaris    | Tyrrell - Yamaha          | 24   | Motore                      | 17       |       |
| Ritirato    | 23 | Christian Fittipaldi | Minardi - Ford            | 15   | Incidente                   | 22       |       |
| Ritirato    | 24 | Pierluigi Martini    | Minardi - Ford            | 15   | Testacoda                   | 21       |       |
| Ritirato    | 10 | Aguri Suzuki         | Footwork - Mugen-Honda    | 14   | Idraulica delle sospensioni | 6        |       |
| Ritirato    | 14 | Rubens Barrichello   | Jordan - Hart             | 11   | Sterzo                      | 13       |       |
| Ritirato    | 27 | Jean Alesi           | Ferrari                   | 4    | Sospensione                 | 4        |       |
| Ritirato    | 15 | Thierry Boutsen      | Jordan - Hart             | 0    | Cambio                      | 20       |       |
| Non partito | 11 | Alessandro Zanardi   | Lotus - Ford              | /    | non partito                 | /        |       |

## Classifiche

### Piloti
| Pos. | Pilota               | Punti |
| ---- | -------------------- | ----- |
| 1    | Alain Prost          | 81    |
| 2    | Ayrton Senna         | 53    |
| 3    | Damon Hill           | 48    |
| 4    | Michael Schumacher   | 42    |
| 5    | Riccardo Patrese     | 18    |
| 6    | Martin Brundle       | 11    |
| 6    | Johnny Herbert       | 11    |
| 8    | Mark Blundell        | 10    |
| 8    | Gerhard Berger       | 10    |
| 10   | Jyrki Järvilehto     | 5     |
| 10   | Christian Fittipaldi | 5     |
| 12   | Jean Alesi           | 4     |
| 12   | Derek Warwick        | 4     |
| 14   | Michael Andretti     | 3     |
| 15   | Philippe Alliot      | 2     |
| 15   | Fabrizio Barbazza    | 2     |
| 15   | Karl Wendlinger      | 2     |
| 18   | Alessandro Zanardi   | 1     |

### Costruttori
| Pos. | Team                    | Punti |
| ---- | ----------------------- | ----- |
| 1    | Williams - Renault      | 129   |
| 2    | Benetton - Ford         | 60    |
| 3    | McLaren - Ford          | 56    |
| 4    | Ligier - Renault        | 21    |
| 5    | Ferrari                 | 14    |
| 6    | Lotus - Ford            | 12    |
| 7    | Minardi - Ford          | 7     |
|      | Sauber - Ilmor          | 7     |
| 9    | Footwork - Mugen-Honda  | 4     |
| 10   | Larrousse - Lamborghini | 2     |

## Statistiche
- Ultimi punti: Lotus.
- Ultima gara: Thierry Boutsen.

## Fonti
- Grandprix.com. URL consultato il 9 giugno 2009.
- Teamdan.org, su silhouet.com. URL consultato il 9 giugno 2009.
- GpUpdate.com [collegamento interrotto], su f1.gpupdate.net. URL consultato il 9 giugno 2009.